# Белогръда зидарка
Белогръдата зидарка (Sitta carolinensis) е широко разпространен вид северноамериканска птица от семейство Зидаркови.

## Разпространение
Видът е разпространен в южните провинции на Канада, почти всички части на континенталната част на САЩ и западната част на Мексико.

## Описание
Белогръдата зидарка е дребна птица с дължина на тялото 11-18 cm и тегло 20-40 грама. Размахът на крилете ѝ е 22-27 cm. Храни се предимно с насекоми, обитаващи стволовете на дърветата. Това са изключително подвижни птици с плътно телосложение, голяма глава и къса шия. клюнът е длетовиден, остър и здрав.

## Подвидове
В различните части на ареала на разпространение се срещат няколко подвида, развили характерни дребни белези.
- S. c. carolinensis – основен подвид разпространен от североизточната част на континента на запад до Саскачеван и източен Тексас.
- S. c. nelsoni – разпространен от северна Монтана до Чиуауа в Мексико.
- S. c. tenuissima – разпространен от Британска Колумбия до Южна Калифорния.
- S. c. aculeata – разпространен от щата Вашингтон до Долна Калифорния.
- S. c. alexandrae – разпространен в северната част на Долна Калифорния.
- S. c. lagunae – разпространен в южната част на Долна Калифорния.
- S. c. oberholseri – разпространен в югозападен Тексас и източната част на Мексико.
- S. c. mexicana – разпространен в западната част на Мексико.
- S. c. kinneari – разпространен в южната част на Мексико, в щатите Гереро и Оахака.